# Bruno Åvik
Bruno Valdemar Åvik (* 14. November 1940 in Kokkola) ist ein ehemaliger schwedischer Skilangläufer.
Åvik, der für den Sälens IF startete, errang beim Wasalauf 1966 den zweiten Platz. Außerdem wurde er bei diesen Lauf Fünfter im Jahr 1968 und Dritter im Jahr 1969. Bei seiner einzigen Olympiateilnahme im Februar 1968 in Grenoble lief er auf den 20. Platz über 30 km.